# Janvit Golob
Janvit Golob, slovenski kemijski inženir in politik. * 6. oktober 1945, Ljubljana.
Deluje kot redni profesor na Fakulteti za kemijo in kemijsko tehnologijo. Od leta 2002 je član Državnega sveta Republike Slovenije.